# Thực vật biểu sinh

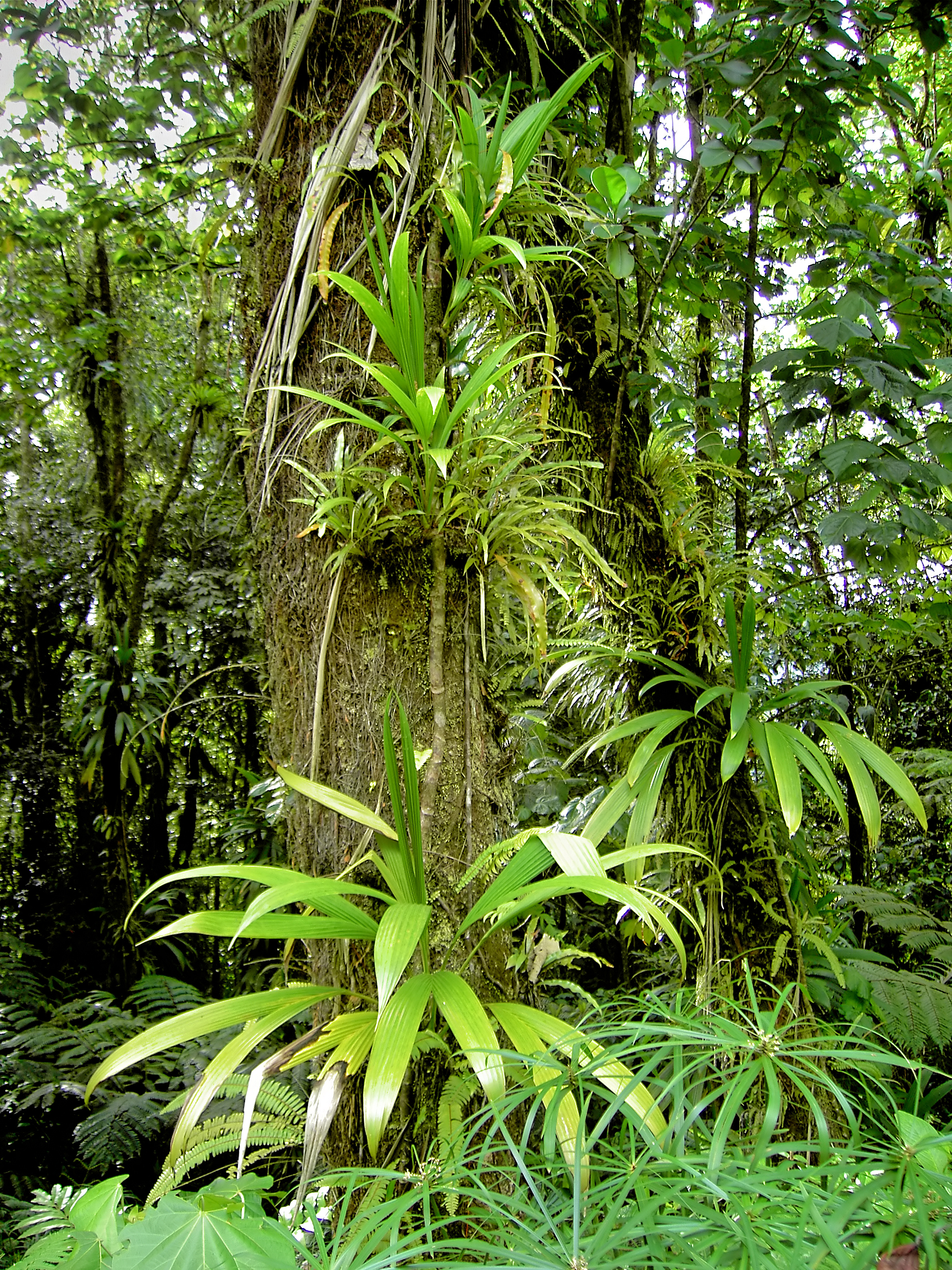
Thực vật biểu sinh ở Dominica

Thực vật biểu sinh là dạng thực vật phát triển không ký sinh trên một giá thể thực vật khác (chẳng hạn như trên cây thân gỗ) và nhận được hơi ẩm, chất dinh dưỡng từ không khí, mưa, và đôi khi từ các mảnh vụn tích tụ xung quanh, thay vì là từ cấu trúc mà nó bám chặt vào. Một sinh vật dạng biểu sinh mà không phải là thực vật thì không được gọi là thực vật biểu sinh. Thực vật biểu sinh thường được tìm thấy ở các vùng ôn đới (ví dụ như nhiều loại rêu, rêu tản, địa y, và tảo) hoặc ở các vùng nhiệt đới (nhiều loại dương xỉ, xương rồng, lan và cây họ dứa). Thực vật biểu sinh cung cấp một môi trường sống phong phú và đa dạng cho các sinh vật khác bao gồm động vật, nấm, vi khuẩn, và nấm nhầy. Thực vật biểu sinh là một trong các nhóm nhỏ của hệ thống Raunkiær

## Từ nguyên

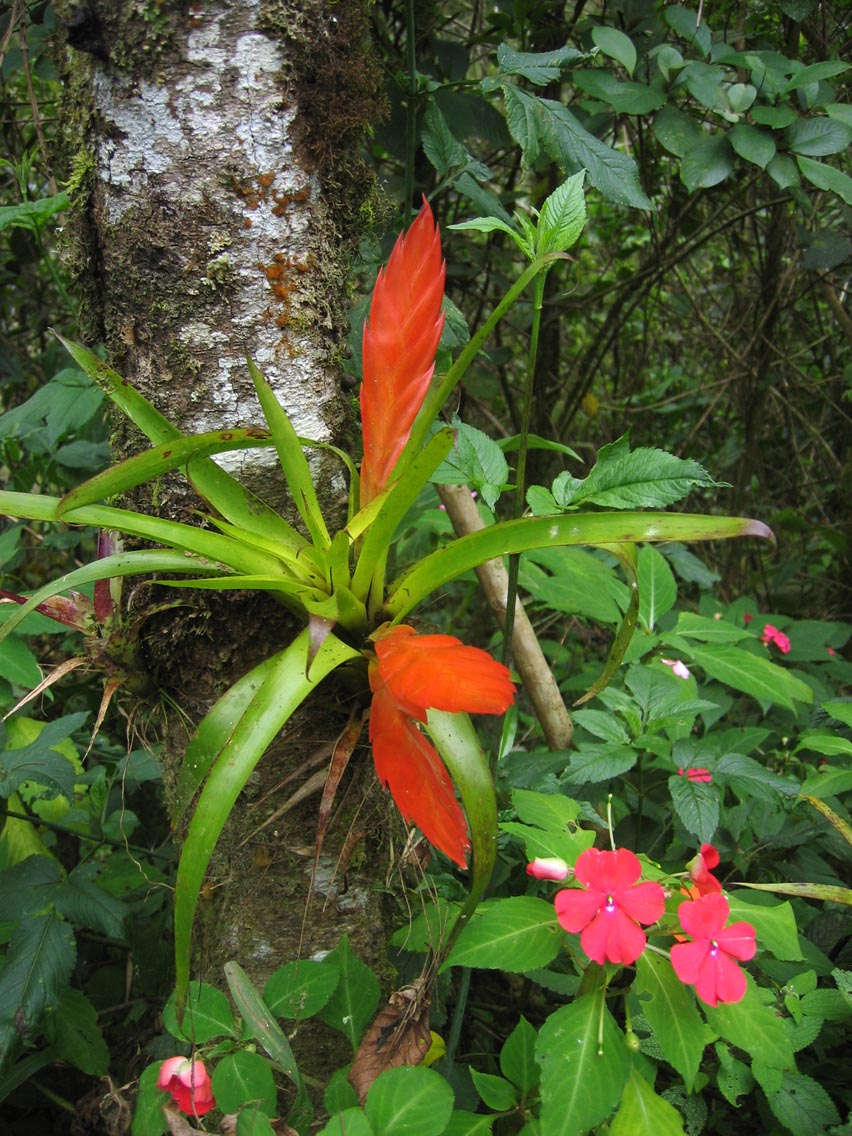
Gần Orosí, Costa Rica

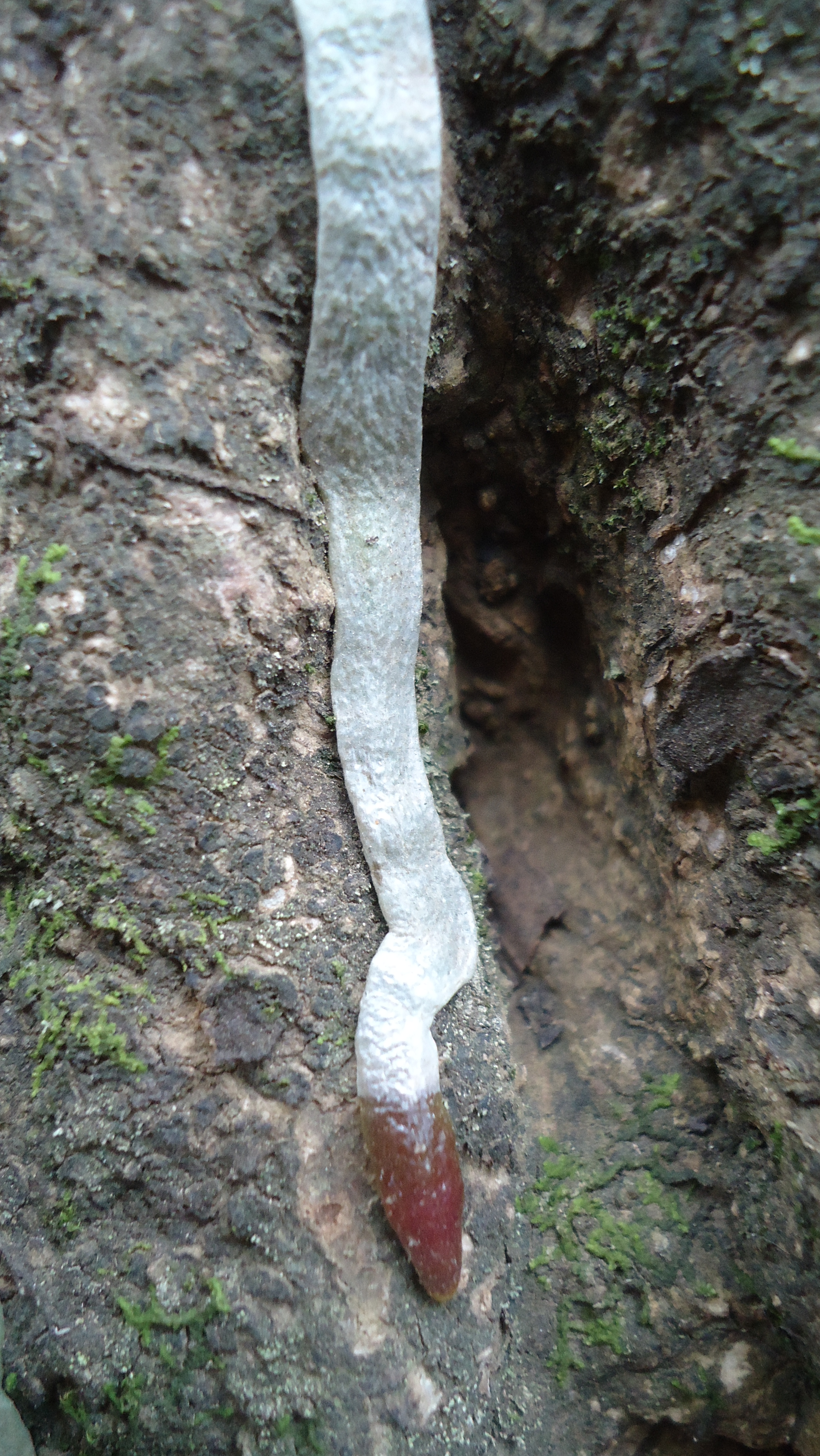
Rễ bám của cây lan

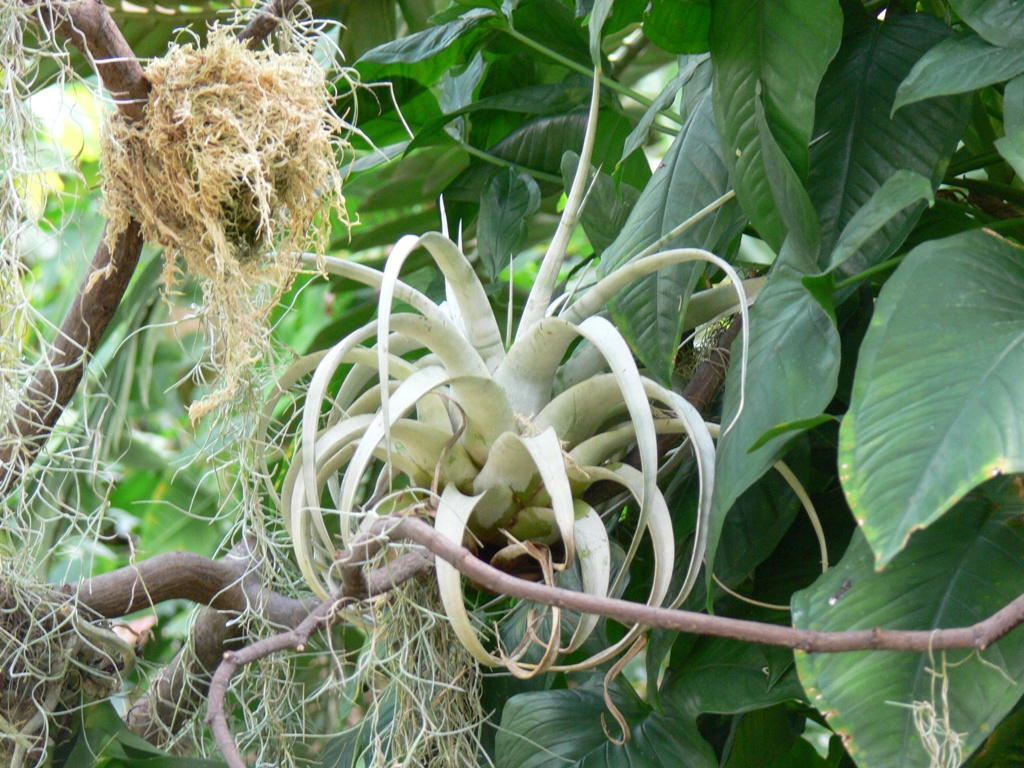
Cây họ dứa biểu sinh

Thuật ngữ epiphytic có nguồn gốc từ tiếng Hy Lạp là epi- (nghĩa là “ở trên”) và phyton (nghĩa là “thực vật”). Các thực vật biểu sinh đôi khi còn được gọi là “cây trên không” vì chúng không bám rễ vào trong đất. Tuy nhiên, có nhiều loài tảo sống dưới nước, bao gồm các loài rong biển, sống biểu sinh trên các loài sống dưới nước khác(rong biển hoặc thực vật hạt kín dưới nước).

## Đa dạng sinh học
Các loài thực vật biểu sinh được biết đến nhiều nhất bao gồm các loài rêu, lan, cây họ dứa, chẳng hạn như rêu Tây Ban Nha (trong chi Tillandsia), nhưng thực vật biểu sinh có thể được tìm thấy trong mỗi nhóm chính của giới thực vật. 89% các loài thực vật biểu sinh là thực vật có hoa. Nhóm lớn nhất thứ hai là dương xỉ, với khoảng 2800 loài (chiếm 10% tổng số thực vật biểu sinh). Thật sự, khoảng 1/3 các loài dương xỉ là thực vật biểu sinh. Nhóm lớn nhất thứ ba là thạch tùng, với 190 loài, theo sau bởi một nhóm các cây trong mỗi loài như quyển bá, dương xỉ khác, dây gắm, tuế.

## Đặc điểm nhận diện

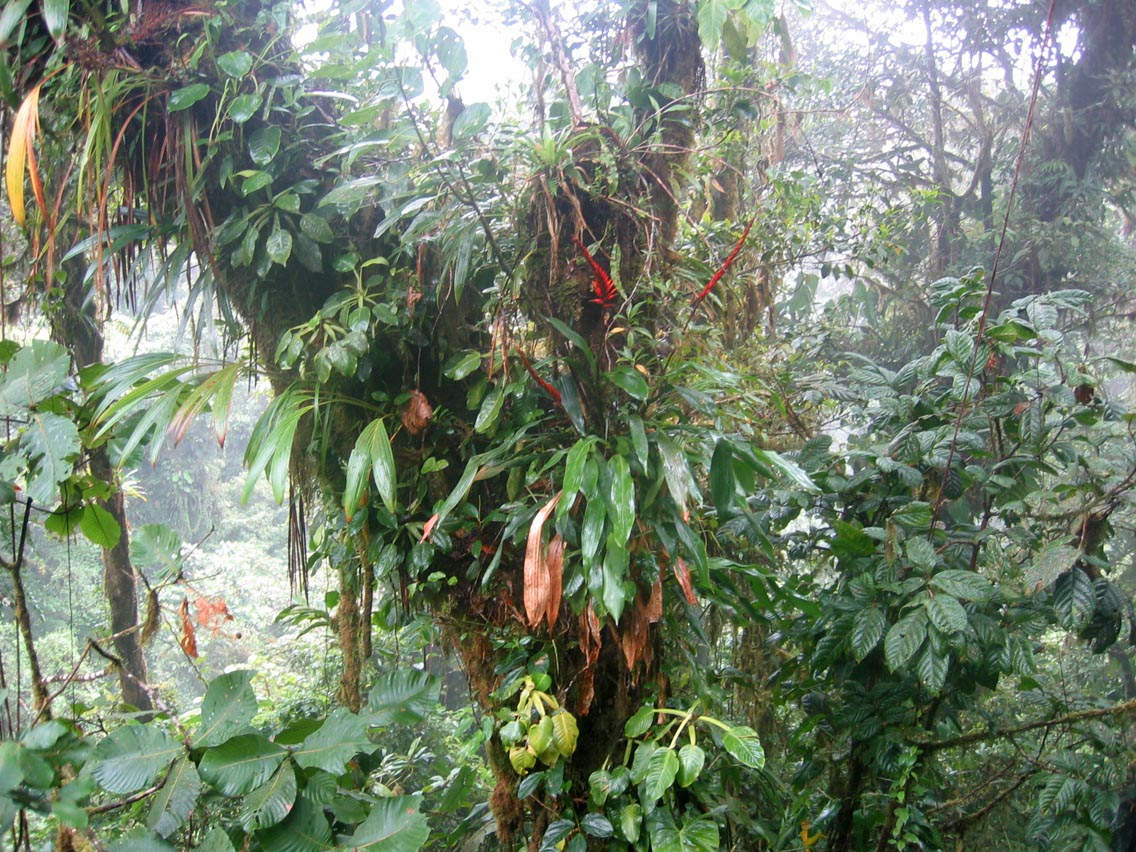
Thực vật biểu sinh trên một cây thân gỗ gần Santa Elena, Costa Rica

Các sinh vật biểu sinh thường chỉ nhận sự hỗ trợ vật lý từ cây chủ chứ không phải là chất dinh dưỡng, dù rằng đôi khi chúng có thể gây hại cây chủ. Các thực vật ký sinh và bán ký sinh phát triển trên những cây khác (như tầm gửi) không phải là thực vật biểu sinh thật sự (tên gọi này chỉ dành cho thực vật biểu sinh tự dưỡng hoàn toàn), nhưng chúng vẫn mang tính biểu sinh về cách phát triển. Các loài thực vật chẳng hạn như Griselinia ở New Zealand – cho rễ dài vươn thẳng xuống đất trong khi bản thân chúng cố định ở vị trí cao trên một loài khác và phụ thuộc vào sự hỗ trợ vật lý đó – cũng là biểu sinh về cách phát triển.
Một số thực vật biểu sinh là các cây lớn mà chúng mọc ở trên cao, tại tầng tán chính. Qua hàng thập kỷ, chúng vươn rễ xuống thân cây chủ, cuối cùng là áp đảo và thay thế luôn cây chủ. Cây sung bóp cổ và cây Metrosideros robusta ở New Zealand là ví dụ. Thực vật biểu sinh mà về sau trở thành cây đứng tự do cũng được gọi là thực vật bán biểu sinh (hemiepiphyte).

## Dinh dưỡng
Thực vật biểu sinh sử dụng khả năng quang hợp để chuyển hóa năng lượng và thu lấy hơi ẩm từ không khí hay sự ẩm ướt (mưa hoặc hơi ẩm từ mây) trên vỏ thân cây chủ. Phần rễ cây có thể phát triển chủ yếu để bám dính, hay cho các cấu trúc đặc biệt (như dạng chiếc tách hay cái vảy) để có thể thu hoặc giữ hơi ẩm.

## Sinh thái học
Công trình nghiên cứu quan trong đầu tiên về sinh thái học của thực vật biểu sinh đã được viết bởi A.F.W.Schimper (Die Epiphytische Vegetation Amerikas, 1888). Sự tập hợp các loài thực vật biểu sinh lớn xảy ra nhiều nhất ở các khu rừng nhiệt đới ẩm ướt, nhưng rêu và địa y xuất hiện như thực vật biểu sinh tại hầu hết tất cả quần xã sinh vật. Ở Châu Âu không có thực vật biểu sinh riêng biệt nào sử dụng rễ, nhưng có nhiều loài rêu và địa y phát triển trên cây ở các khu vực ẩm ướt (chủ yếu là ở phần rìa duyên hải phía Tây), và cây dương xỉ ổ tròn thông thường phát triển một cách biểu sinh dọc theo các cành cây. Hiếm khi mà cỏ,cây bụi nhỏ hay cây nhỏ có thể mọc tại phần đất lơ lửng trên cây (thường là ở trong hốc cây).
Thực vật biểu sinh bám vào cây chủ ở trên cao tại tầng tán chính có lợi thế hơn hẳn so với các cây thảo mộc bị giới hạn dưới mặt đất, nơi mà ít ánh sáng hơn và các loài thú ăn cỏ hoạt động nhiều hơn. Thực vật biểu sinh cũng rất quan trọng với các động vật nhất định mà có thể sống trong các hồ chứa nước, chẳng hạn như các loài ếch và chân khớp.
Thực vật biểu sinh có thể có ảnh hưởng quan trọng đến môi trường vi sinh của cây chủ, và của hệ sinh thái nơi mà chúng phát triển nhiều, vì chúng giữ nước tại tầng tán chính và giảm lượng nước bị hấp thu vào đất. Thực vật biểu sinh tạo nên một môi trường mát mẻ và ẩm ướt đáng kể hơn tại tầng tán chính của cây chủ, có tiềm năng giảm sự mất nước của cây chủ bởi sự thoát hơi nước.